# Football Club Legnano 1927-1928
Questa pagina raccoglie le informazioni riguardanti il Football Club Legnano nelle competizioni ufficiali della stagione 1927-1928.

## Stagione

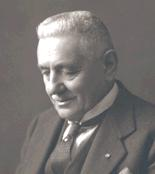
Antonio Bernocchi, presidente del Legnano dal 1916 al 1924 e dal 1927 al 1929

La mancata promozione nella stagione precedente spinge Antonio Bernocchi a riprendere in prima persona le redini della società. Dopo essere stato rieletto presidente, richiama a Legnano l'allenatore ungherese Imre Schöffer e rinforza la rosa con gli acquisti, tra gli altri, dell'attaccante Giancarlo Ottolina e del centrocampista Albino Bottini.
Il campionato 1927-1928 è caratterizzato da una partenza al rallentatore, seguita da una serie di vittorie nel girone di ritorno che consentono ai lilla avvicinarsi alla vetta del girone B. Il Legnano ottiene alla fine il secondo posto in graduatoria mancando la promozione, complici le sconfitte con il Mantova all'ultima giornata e con la Biellese al quattordicesimo turno, con 22 punti a due lunghezze da quest'ultima.
I lilla sono successivamente promossi d'ufficio in Divisione Nazionale per delibera del Direttorio Federale della F.I.G.C.:
(Delibera della FIGC riportata da La Stampa del 29 giugno 1928, p. 5.)

## Divise
| Casa |

## Organigramma societario
Area direttiva
- Presidente: sen. Antonio Bernocchi
- Vicepresidente: Giovanni Cinistelli

Area tecnica
- Allenatore: Imre Schöffer

## Rosa
| N. |                   | Ruolo | Calciatore            |
| -- | ----------------- | ----- | --------------------- |
|    | Italia (bandiera) | C     | Giuseppe Bigogno      |
|    | Italia (bandiera) | C     | Albino Bottini        |
|    | Italia (bandiera) | A     | Eraldo Canavesi       |
|    | Italia (bandiera) | D     | Cecchetti             |
|    | Italia (bandiera) | C     | Francesco Ciapparelli |
|    | Italia (bandiera) | D     | Mario Comi            |
|    | Italia (bandiera) | C     | Attilio Gerola        |
|    | Italia (bandiera) | A     | Francesco Landini     |
|    | Italia (bandiera) | C     | Gaspare Landoni       |

| N. |                   | Ruolo | Calciatore         |
| -- | ----------------- | ----- | ------------------ |
|    | Italia (bandiera) | A     | Battista Mezzera   |
|    | Italia (bandiera) | A     | Giancarlo Ottolina |
|    | Italia (bandiera) | D     | Elio Pagani        |
|    | Italia (bandiera) | D     | Ultimo Raggi       |
|    | Italia (bandiera) | A     | Italo Rossi        |
|    | Italia (bandiera) | P     | Angelo Rotondi     |
|    | Italia (bandiera) | C     | Antonio Severi     |
|    | Italia (bandiera) | C     | Carlo Sora         |

## Risultati

### Prima Divisione (girone B)

#### Girone d'andata
| Arbitro: | Sganzetta (Torino) |

|                                                 |           |                           |
| Landini 44’, 86’ Grigoli 48’ (aut.) Bottini 62’ | Marcatori | 71’ Aliatis 80’ G. Sacchi |

| Arbitro: | Sganzetta (Torino) |

|                                        |           |                          |
| Taverna 7’, 23’, 57’ Gastaldi 34’, 46’ | Marcatori | 36’ It. Rossi 71’ Severi |

| Arbitro: | Enrietti (Torino) |

|                           |           |                             |
| It. Rossi 4’ Canavesi 67’ | Marcatori | 37’ Galimberti 44’ Preziati |

| Arbitro: | Terrieri (Torino) |

|                          |           |                            |
| Magretti 65’, 80’ (rig.) | Marcatori | 17’ Canavesi 53’ It. Rossi |

| Arbitro: | Ferro (Milano) |

|           |           |                          |
| Severi 1’ | Marcatori | 16’ Del Rosso 50’ Chiadò |

| Arbitro: | Vedda (Vercelli) |

|              |           |              |
| Ferraris 34’ | Marcatori | 68’ Canavesi |

| Arbitro: | D'Alessandro (Vercelli) |

|            |           |             |
| Severi 58’ | Marcatori | 30’ Belloni |

| Arbitro: | Magliulo (Livorno) |

|              |           |            |
| Pianzola 60’ | Marcatori | 13’ Severi |

| Arbitro: | Turra (Padova) |

|                                          |           |  |
| Bottini 12’, 48’ Severi 61’ Ottolina 72’ | Marcatori |  |

#### Girone di ritorno
| Arbitro: | Bo (Genova) |

|              |           |                        |
| Marinari 18’ | Marcatori | 1’ Canavesi 83’ Severi |

| Arbitro: | Pierallini (Modena) |

|                                              |           |               |
| Rossi 14’ Ottolina 19’, 40’, 59’ Bottini 48’ | Marcatori | 44’ Piccinini |

| Arbitro: | U.Gama (Milano) |

|                 |           |                            |
| Agostinelli 43’ | Marcatori | 15’ Canavesi 54’ Cecchetti |

| Arbitro: | Brighenti (Trento) |

|                                            |           |              |
| Ottolina 13’ Canavesi 28’, 86’ Bottini 42’ | Marcatori | 75’ Magretti |

| Arbitro: | Giorgi (Milano) |

|               |           |  |
| Tibi 16’, 27’ | Marcatori |  |

| Arbitro: | Scorzoni (Bologna) |

|                                                 |           |             |
| Canavesi 18’ 2 Rossi 53’, 87’ (rig.) Severi 61’ | Marcatori | 90’ Fossati |

| Arbitro: | Turra (Padova) |

|             |           |             |
| Saracco 61’ | Marcatori | 35’ Bottini |

| Arbitro: | Bo (Genova) |

|                                         |           |  |
| Rossi 11’, 38’ Ottolina 18’ Bottini 28’ | Marcatori |  |

| Arbitro: | Galli (Bologna) |

|              |           |  |
| Stafetta 59’ | Marcatori |  |

## Statistiche

### Statistiche di squadra
| Competizione    | Punti | Totale | Totale | Totale | Totale | Totale | Totale | DR  |
| Competizione    | Punti | G      | V      | N      | P      | Gf     | Gs     | DR  |
| --------------- | ----- | ------ | ------ | ------ | ------ | ------ | ------ | --- |
| Prima Divisione | 22    | 18     | 8      | 6      | 4      | 40     | 25     | +15 |

### Statistiche dei giocatori
| Giocatore      | Prima Divisione | Prima Divisione |
| Giocatore      | Presenze        | Reti            |
| -------------- | --------------- | --------------- |
| G. Bigogno     | 14              | 0               |
| A. Bottini     | 15              | 7               |
| E. Canavesi    | 15              | 11              |
| Cecchetti      | 15              | 1               |
| F. Ciapparelli | 7               | 0               |
| M. Comi        | 7               | 0               |
| A. Gerola      | 18              | 0               |
| F. Landini     | 11              | 2               |
| G. Landoni     | 17              | 0               |
| B. Mezzera     | 1               | 0               |
| G. Ottolina    | 11              | 3               |
| E. Pagani      | 18              | 0               |
| U. Raggi       | 1               | 0               |
| I. Rossi       | 16              | 9               |
| A. Rotondi     | 18              | 0               |
| A. Severi      | 13              | 6               |
| C. Sora        | 1               | 0               |